# Ordem de ensino
Uma ordem de ensino é um instituto religioso católico cujo carisma particular é a educação. Muitas ordens e sociedades patrocinam programas e instituições educacionais, e as ordens de ensino participam de outras atividades caritativas e espirituais; uma ordem de ensino distingue-se em que a educação é uma missão primária.

## Descrição
As ordens docentes podem gerir as suas próprias instituições, desde a escola primária até ao nível universitário, fornecer pessoal para as escolas diocesanas ou outras escolas católicas, ou contribuir de outra forma para os ministérios educativos.
Tais ordens de ensino incluem o seguinte:
- Irmãs Apostólicas do Carmelo (Congregação do Carmelo Apostólico) [1]
- Padres Basilianos (Congregação de São Basílio) [2]
- Irmãs Brigidinas [3]
- Irmandade da Esperança - evangelização nas universidades seculares [4]
- Irmãos de Nossa Senhora de Lourdes - educação da juventude [5]
- Carmelitas de Maria Imaculada - seminários e formação de sacerdotes; educação da juventude [6]
- Christian Brothers (Irlandês) (Congregação dos Irmãos Cristãos) - educação dos materialmente pobres [7]
- Congregação de Santa Teresa de Lisieux
- De La Salle Christian Brothers (Instituto dos Irmãos das Escolas Cristãs)
- Dominicanos (Ordem dos Pregadores)
- Irmãos Gabrielitas (Irmãos da Instrução Cristã de São Gabriel) - educação dos jovens [8]
- Ursulinas Cinzentas (Congregação das Ursulinas do Coração Agonizante de Jesus)
- Companhia do Menino Jesus - educação da juventude em ambiente acolhedor [9]
- Congregação de Santa Cruz - educação da juventude, especialmente em matéria de fé [10]
- Padres do Espírito Santo, ou Espiritanos (Congregação do Espírito Santo) [11]
- Professores Religiosos Filippini (Pontifício Instituto dos Professores Religiosos Filippini) - educação de jovens e adultos, especialmente mulheres [12]
- Jesuítas (Sociedade de Jesus) [13]
- Josephites, ou Brown Joeys (Irmãs de São José do Sagrado Coração) - educação dos pobres e nas áreas rurais [14]
- Irmãs de Loreto (Instituto da Bem-Aventurada Virgem Maria) [15]
- Comunidade Loretto (Irmãs de Loretto) [16]
- Marianistas (Sociedade de Maria) - educação da juventude [17]
- Marianitas de Santa Cruz - evangelização através da educação [18]
- Irmãos Maristas (Pequenos Irmãos de Maria) - educação dos jovens, especialmente os "mais negligenciados" [19]
- Piaristas (Ordem dos Pobres Escriturários Regulares da Madre de Deus dos Colégios Piedosos) - educação dos jovens [20]
- Irmãos da Apresentação (Congregação dos Irmãos da Apresentação) -«Presentation Brothers: Teaching». Consultado em 13 de novembro de 2009. Arquivado do original em 5 de novembro de 2009 Arquivado do original em 5 de novembro de 2009 . Recuperado em 2009-11-13 .
- Irmãs da Apresentação (Irmãs da Apresentação da Bem-Aventurada Virgem Maria) - educação nas escolas paroquiais [21]
- Irmãos do Sagrado Coração - educação da juventude [22]
- Salesianos de Dom Bosco - educação e evangelização dos jovens [23]
- Irmãs Escolares de Notre Dame [24]
- Irmãs da Caridade de Nova York - educação em um "ambiente de cuidado" [25]
- Irmãs da Caridade de Santa Isabel [26]
- Irmãs da Caridade de Seton Hill [27]
- Irmãs da Caridade da Bem-Aventurada Virgem Maria [28]
- Irmãs dos Santos Nomes de Jesus e Maria [29]
- Irmãs da Santa Cruz - educação dos carentes [30]
- Irmãs de Notre Dame de Namur [31]
- Irmãs, Servas do Imaculado Coração de Maria [32]
- Irmãs de São Paulo de Chartres [33]
- Sulpicianos (Sociedade de Saint-Sulpice) - educação do clero [34]
- Viatorianos (Clérigos de São Viator) [35]
- Irmãos Xaverianos (Congregação de São Francisco Xavier) - educação dos jovens [36]